# 俞松筠
俞松筠（1898年2月21日—1951年2月26日），字養元，別號強毅。浙江省吳興縣人。歷任私立中德醫院院長、上海中德高級助產職業學校（中德產科女醫學校）校長、江蘇省立高級助產職業學校校長、江蘇省政府衛生設計委員會委員、第五傷兵醫院院長、國民政府衛生署醫政處處長、醫藥司司長、上海特別市衛生局局長。民國37年（1948年）在醫藥團體當選第一屆立法委員。

## 早年經歷
俞松筠，浙江吳興（今屬浙江省湖州市）人，出生於1898年2月21日，陳果夫的外甥（一說表弟）。
民國四年七月，畢業於上海聖約翰中學。後考入上海同濟大學醫學院；並於十一年畢業。

## 生平
獲醫學士後，即以婦產科專科醫師在滬懸壺執業。松筠大力提倡西醫接生，乃在上海創設中德助產職業學校，招考中學畢業女生，授以孕婦保健、產前檢查、產後調護、接生技能等課程。旋又創辦中德醫院於上海福煦路，甚具規模，設備新穎，在當時允稱一流醫院，供助產學校畢業生實習之用。民國二十年「九一八事變」，日本侵占我東北之後，又於二十一年春，在上海發動「一·二八」戰爭。我十九路軍奮起殺敵，松筠組織救護隊，率領醫師、護士赴前線救護國軍傷患官兵。
淞滬停戰協定簽訂後，松筠遠渡重洋，赴德國深造。抵德後，進入德國漢堡大學醫學研究所攻讀，獲醫學博士學位。回國後，乃與謝筠壽醫師等合編整套現代助產學校教材，包括：人體解剖、生理衛生及接生之技術、消毒、嬰兒保健等。將此項實用教材，推廣全國，為各地助產學校所採用，二十五年與祝紹煌醫師合創上海女子醫學院於上海馬斯南路，惜此校毀於次年「八一三」戰火。
「八一三」滬戰起，松筠知我國對日長期抗戰行將開始，立即參加上海市抗日後援會，負責救護前線傷兵工作。經常親赴前線如寶山、吳淞、浦東等地，為負傷官兵服務。上海成孤島後，松筠憑一己之力，多方掩護並協助上海抗日地下工作人員。在中德醫院內架設秘密無線電台，備與重慶方面聯絡之用。亦經常假中德醫院病房召開會議。後該處秘密電台為倭方偵破，松筠得以及時潛行，遠走戰時陪都重慶。抵重慶後受任衛生署醫政處處長之職。並奉調至中央訓練團黨政高級班第二期受訓。與同隊前立法院秘書長尹靜夫、前高雄市市長連謀、前上海市銀行總經理周煒方及在勝利後出任駐日代表團之汪公紀諸人結為好友。
對日抗戰勝利，錢大鈞出任上海市長，松筠任第一任上海市衛生局局長。在任內著有《衛生行政》一書行世。松筠在上海市衛生局長任內，統一辦理上海市立醫院普設免費病房，為貧民提供免費醫療服務。其他有關公共衛生及環境保護如自來水管理、垃圾處理、屠宰場、菜市場及食品管理，均著手改革推行實施。又上海過去「倒馬桶」為幫會所控制，乃竭力主張「糞便」公辦。凡有關衛生行政之積弊，均以大刀闊斧手段，加以整頓改革，由是開罪許多既得利益之輩，復以上海市環境複雜，松筠自知難久安於位。在錢大鈞卸任市長職之時，亦同時辭職。時陳果夫正提倡推行農業教育，創辦農教電影公司，陳氏自任董事長，愛松筠之才，乃禮聘松筠為該公司總經理。
行憲後，由全國醫師公會會員票選為立法委員。輾轉至廣州、重慶、成都各地。來台後出席立法院會議，除提有關醫事方面質詢外，並主張在台灣立即實施公醫制度，對於政治及經濟方面重大問題，亦不時向院會提出具體而精闢之質詢與建議。

### 在臺灣
到臺灣後，俞仍爲立法院立法委員。俞對後進及青年學子提攜照拂亦多。三十八年春，有上海同濟醫學院一批流亡學生抵台，居無宿處，三餐不繼，擬思重回舟山群島。松筠聞悉，即召彼等見面，一一為之解決復學問題，終至完成學業。
1951年2月26日，俞松筠因心肌梗塞病逝，享年五十四歲，遺一子二女。